# Benno Ziegler
Benno Ziegler   (Múnic, 8 de gener de 1887 - Múnic, 18 d'abril de 1963) va ser un cantant d'òpera (baríton) alemany.

## Biografia
Fill del cantant d'òpera Wilhelm Ziegler (1857–1931), va estudiar a l'Acadèmia de Música de Munic, on un dels seus professors va ser el "Kammersänger" Paul Bender. Va debutar el 1909 com Silvio a I pagliacci al Teatre d'Augsburg. Més compromisos el van portar a Dortmund, Stuttgart, Karlsruhe i Berlín i el 1925 va ser contractat com a baríton líric a l'Òpera de Frankfurt. Amb la soprano Else Gentner-Fischer, que va ser la seva segona dona, hi va aparèixer l'1 de febrer de 1930 en el paper del marit a l'estrena de Von heute auf morgen d'Arnold Schönberg amb Herbert Graf de regidor i William Steinberg com a director. Ziegler va ser destituït de l'escenari municipal l'any 1933 per motius racistes després del traspàs del poder als nacionalsocialistes. El compromís d'Else Ziegler a Frankfurt també es va acabar el 1935 a causa del seu matrimoni amb una persona no ària, de manera que finalment va viure en reclusió a Prien am Chiemsee on va morir el 1943. Ziegler va trobar seguretat a la Gran Bretanya l'any 1939, on va haver de guanyar-se la vida com a treballador no qualificat.
Benno Ziegler era propietari d'una finca a Karlsruhe que el seu germà Edmund (1879–1943) havia gestionat fins a l'arianització. Edmund va ser deportat a Gurs el 1940 i assassinat al camp de concentració de Majdanek el 1943. El nebot Paul-Alexander (1922-) va ser rescatat en un transport de nens a Anglaterra el 1938.
Després de la guerra, Ziegler va tornar a Alemanya el 1947 i va viure a Prien i Munic.
Ziegler apareix ara en edicions d'enregistraments històrics de Lotte Lehmann, Richard Tauber, Elisabeth Rethberg, Sabine Kalter, Emmy Bettendorf i Karin Branzell.